# Bob Crane
 (novembre 2022).
Si vous disposez d'ouvrages ou d'articles de référence ou si vous connaissez des sites web de qualité traitant du thème abordé ici, merci de compléter l'article en donnant les références utiles à sa vérifiabilité et en les liant à la section « Notes et références ».
Pour les articles homonymes, voir Crane.
Robert Edward Crane (13 juillet 1928 - 29 juin 1978) est un disc jockey et acteur américain. Il est connu pour avoir incarné de 1965 à 1971 le colonel Robert Hogan dans la série télévisée Papa Schultz diffusée en France sur M6 (baptisée Stalag 13 sur Canal+). Il fut nommé deux fois aux Emmy Awards pour son travail dans cette sitcom.

## Biographie
Bob Crane est né à Waterbury, Connecticut. Il abandonne ses études supérieures et devient batteur dans l'orchestre symphonique du Connecticut. En 1949, il se marie avec son amour de lycée, Anne Terzian (le couple a divorcé en 1970). Ils ont adopté une fille, Ana Marie (13 janvier 1951), et ont eu trois enfants : Robert David (27 juin 1951), Deborah Ann (le 19 juin 1959), et Karen Leslie (le 29 novembre 1961). En 1956, il part avec sa famille en Californie et commence sa carrière radiophonique.
Il s'intéresse ensuite à la comédie et commence à 33 ans sa carrière d'acteur. Il a bientôt un rôle dans The Donna Reed Show de 1963 à 1965 qu'il enchaîne avec le premier rôle dans Papa Schultz. Crane fait quelques apparitions au cinéma sans y rencontrer le même succès.
Le 16 octobre 1970, il épouse l'actrice Sigrid Valdis (qui joue le rôle de Hilda dans Papa Schultz). Un an plus tard est né leur fils Robert Scott Crane. Séparés en 1977, ils se sont réconciliés avant sa mort.
Il est retrouvé battu à mort pendant son sommeil le 29 juin 1978 dans le Winfield Place Apartments, où il logeait dans l'appartement 132, à Scottsdale, Arizona, il a alors presque cinquante ans. Un associé, John Henry Carpenter, a été accusé du meurtre et n'est pas condamné. Alors que Crane était en déclin, Carpenter et lui avaient filmé des vidéos pornographiques amateur où le comédien s'ébat avec de nombreuses femmes. L'affaire n'a pas été élucidée. Bien que reconnu non coupable du meurtre de Crane, Carpenter est toujours soupçonné par les autorités d'être le meurtrier jusqu'à sa propre mort en 1998. Crane repose au Westwood Cemetery, à Los Angeles, où sont également enterrées Farrah Fawcett et Marilyn Monroe.
En 2002, le film Auto Focus raconte l'histoire de sa vie. Sigrid Valdis et leur fils contestent la façon dont l'acteur est présenté et convoquent la presse pour présenter leur version.

## Filmographie sélective
- 1961 : Man-Trap
- The Donna Reed Show (1958 - 1966) (série télévisée)
- Papa Schultz  (1965 - 1971) (série télévisée)
- 1968 : Les Rêves érotiques de Paula Schultz (The Wicked Dreams of Paula Schultz) de George Marshall
- 1973 : Superdad
- The Bob Crane Show (1975) (série télévisée)
- Gus (1976)
- A haunting you will go 1977, les Frères Hardy, saison 1.
- La croisière s'amuse (The Love Boat), saison 1, épisode 13 (première diffusion US : 7 janvier 1978). Il joue Teddy dans cet épisode.

## Œuvres sur Bob Crane
- Robert Graysmith, Auto Focus: The Murder of Bob Crane[réf. incomplète]
- Le film Auto Focus sorti en 2003 réalisé par Paul Schrader retrace l'histoire de Bob Crane et celle de son succès ainsi que de son déclin.